# Polisèmia
Una paraula és polisèmica quan té més d'un significat. Els diferents sentits estan relacionats entre ells, sigui etimològicament o per analogia. Per exemple: el banc dels estalvis té l'origen al banc per seure que usaven els canvistes. Això diferencia la polisèmia de l'homonímia, tot i que la majoria de parlants no pot distingir aquests dos fenòmens. Als diccionaris, les paraules polisèmiques es marquen amb una entrada i diferents accepcions, mentre que les homònimes representen dues entrades diferents, sovint diferenciades amb una xifra.
La polisèmia pot ser cultural (tots els parlants del català atribueixen a "banc" els dos significats esmentats) o personal. En aquest cas està molt lligada a la connotació.
El fenomen de la polisèmia és estudiat per la semàntica, però també per la sociologia, per les implicacions que pot tenir atribuir a una paraula determinada un sentit diferent de l'original. La lògica formal rebutja les paraules polisèmiques, que són causa de possibles ambigüitats en la comunicació o el raonament, i per això intenta que totes les equivalències entre significat i expressió siguin unívoques.
Tradicionalment s'atribueixen tres causes a la polisèmia:
- canvi d'aplicació[2] (com el "ratolí" animal que ara s'aplica a l'ordinador)
- ús metafòric o metonímic ("copa" de l'arbre per analogia amb la "copa" per beure)
- influència d'altres llengües (com la paraula "ignorar", que en català significava només "desconèixer" i ara, per influència de l'anglès vol dir "deixar de banda, passar")

El fenomen contrari de la polisèmia és la monosèmia, que consisteix a donar un sol significat a una paraula.